# Tereza Kotyk
Tereza Kotyk (* 1979 in Prag) ist eine tschechisch-österreichische Filmregisseurin, Autorin und Kuratorin.

## Leben
Tereza Kotyk ist die Tochter der Kulturjournalistin und Publizistin Marta Pelinka-Marková und des Kameramanns Michal Kotyk. Kotyk studierte an der Universität Wien, Universität Innsbruck und an der Université de Dijon und ist Alumna des Wajda Film Studio an der Wajda Film School Warschau im Programm EKRAN+ bei Ildiko Enyedi und Wojciech Marczewski, sowie von Witcraft Szenario / Babylon London im Programm Diverse Geschichten. Sie war am Actor’s Studio bei Kate Marlow in Manchester und von 2006 bis 2010 u. a. am Cornerhouse in Manchester.
2010 gründete Kotyk den Offspace „The Soap Room“ in Innsbruck. Seit 2013 leitet sie die Biennale Innsbruck International.
Internationale Beachtung bekam Kotyk 2016 mit dem Spielfilm Home Is Here, das die Suche zweier Menschen nach sich selbst zeigt. Im November 2016 erhielt Home is Here eine Einladung in den Wettbewerb des 20. Tallinn Black Nights Film Festival in Estland. 2018 erhielt sie für Home is Here beim Filmkunstfest Mecklenburg-Vorpommern den Förderpreis „filmresidence“ im Künstlerhaus Lukas in Ahrenshoop.
Im Mai 2018 war sie Jurymitglied für den internationalen Spielfilmwettbewerb beim 27. Internationalen Filmfestival Innsbruck.

## Filmographie
- 2007: 27 Locks (Kamera/Regie)
- 2003–2011: Silent Tears (Kamera/Regie)
- 2014: Hannah and Max / Hannah at Home (Drehbuch/Regie)
- 2016: Home is Here (Drehbuch/Regie)
- 2018/19: Tako Tsubo (Drehbuch)
- 2019/20: The Blue Fox (Drehbuch)
- 2024: Nebelkind – The End of Silence (Drehbuch/Regie)

## Auszeichnungen
- 2018: Förderpreis „filmresidence“ im Künstlerhaus Lukas in Ahrenshoop, gefördert durch das Land Mecklenburg-Vorpommern.

für Home is Here:
- European Film Festival Jordan, 2018
- Filmkunstfest Mecklenburg-Vorpommern – Auszeichnung 2018
- Filmfestival Münster – Nominierung Kategorie Spielfilm 2017
- Fünf Seen Film Festival – Nominierung Kategorie Spielfilm 2017
- Filmkunstfest Mecklenburg-Vorpommern – Nominierung Kategorie Spielfilm 2017
- European Film Festival Lecce – Nominierung Kategorie Spielfilm 2017
- Prague International Film Festival – Febiofest – Nominierung Kategorie Spielfilm 2017
- Febiofest Bratislava 2017